# Псалом 136

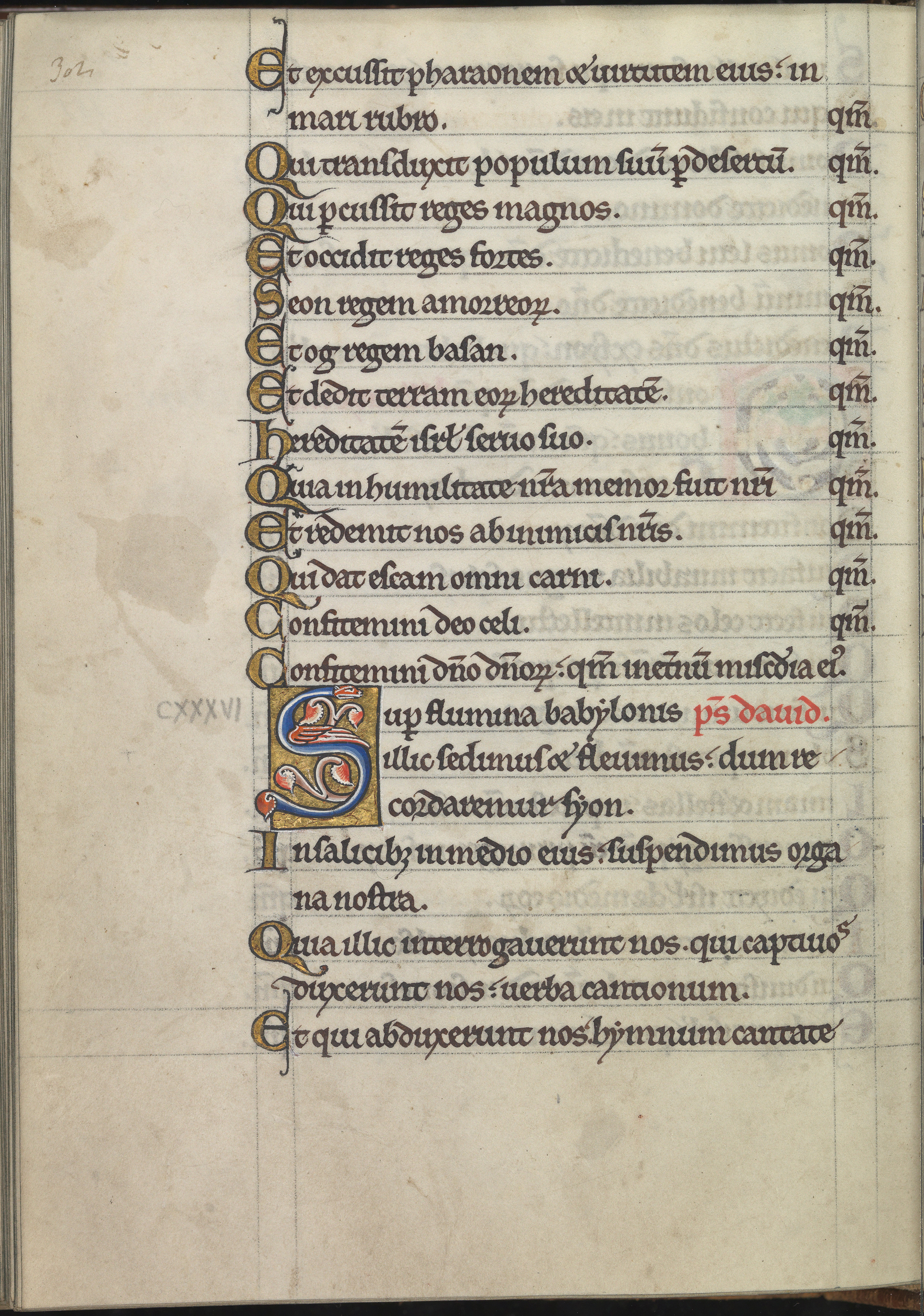
136-й псалом на листе из Псалтири Алиеоноры Аквитанской

Сто три́дцать шесто́й псало́м — 136-й псалом из книги Псалтирь. В масоретском тексте, а также в западных переводах Псалтири имеет номер 137. Известен по латинскому инципиту Super flumina Babylonis, «На рѣкахъ Вавилонскихъ». Отдельные стихи 136-го псалма (редко — псалом целиком) положили на музыку многие композиторы, отсылки к стихам отмечаются и в мировой литературе.

## Авторство и время написания
В еврейской Псалтири (Тегилим) псалом не имеет надписания имени автора, в латинской и греческой Псалтири указано имя Давида, а в славянской Псалтири надписан «Давиду Иеремием». Архиепископ Ириней (Клементьевский) считал, что псалом написан Давидом, предвидевшим пленение вавилонское, которое пророк Иеремия после проповедовал и предсказал. Однако современные учёные считают, что надписание «Давиду Иеремием» указывает на сборник псалмов с именем Давида, имевшийся у пророка Иеремии и дополнявшийся после него и через него сохранившийся и переданный собирателям псалмов. Блаженный Феодорит Кирский отмечал, что пророк Иеремия не был в Вавилоне и поэтому не мог написать этот псалом и также считал, что псалом написан иудеями, возвратившимися из вавилонского плена. Также по мнению авторов Толковой Библии А. П. Лопухина и профессора П. А. Юнгерова, псалом написан после возвращения из вавилонского плена. Согласно протоиерею Григорию Разумовскому, псалом написан в Вавилоне кем-либо из пленных иудеев, а имя Иеремии поставлено потому, что он предсказывал о плене. Филолог и библеист А. С. Десницкий считает, этот псалом не мог написать пророк Давид, однако он является богодухновенным.

## Содержание

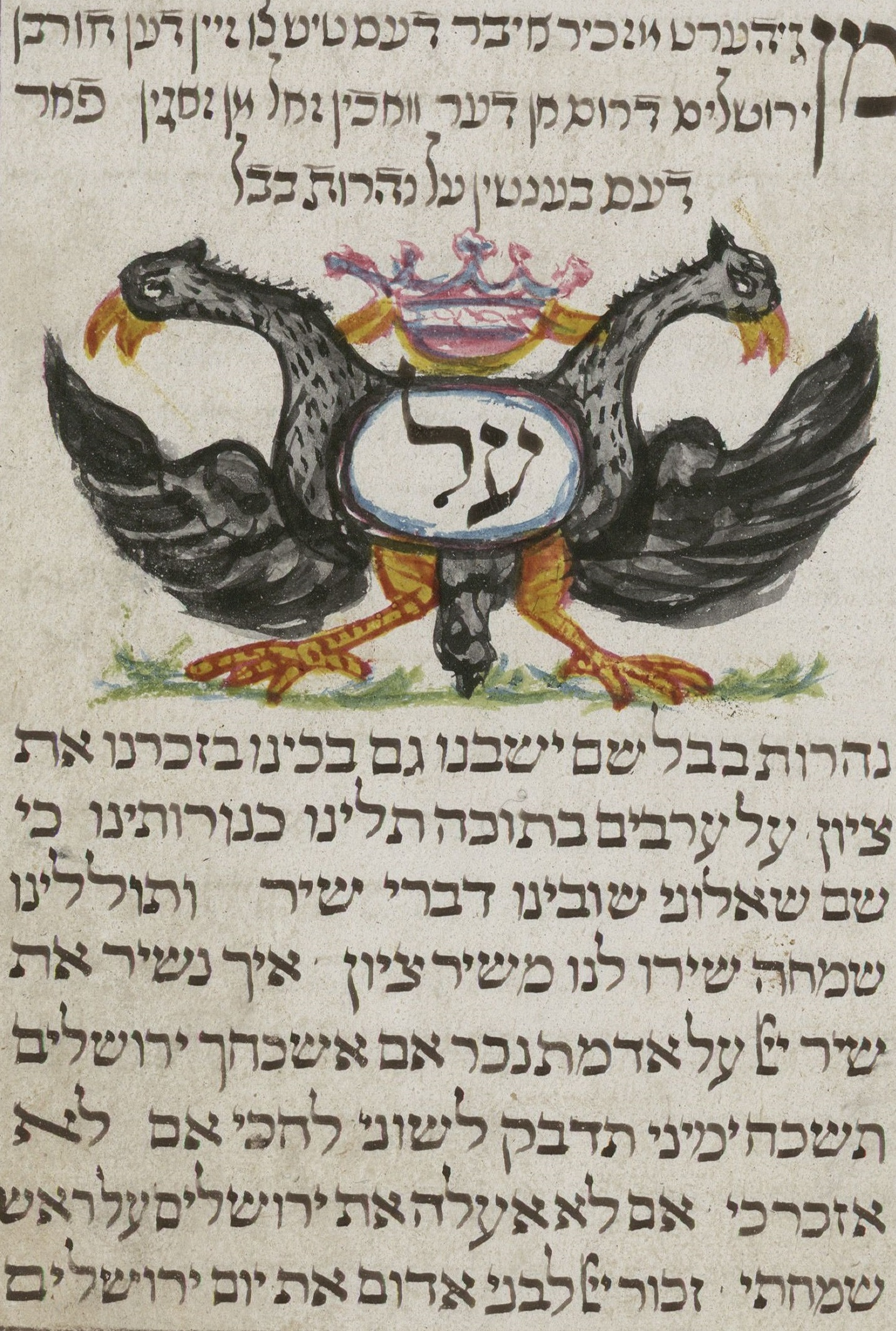
Псалом на древнееврейском языке

136-й псалом «На реках вавилонских» представляет собой песню еврейских изгнанников, томящихся в вавилонском плену после падения Иерусалима и разрушения Храма. Первая часть псалма (стихи 1—6) выражает скорбь евреев о потерянной родине, вторая (стихи 7—9) — надежду на возмездие захватчикам и угнетателям.
«Реки вавилонские», упоминаемые в тексте, — это Евфрат, Тигр и, возможно, Ховар (упоминается у Иезекииля), на пустынных берегах которых евреи предавались скорби, вспоминая Храм и совершавшиеся там богослужения. По толкованию Феодорита Киррского вавилоняне требовали от евреев исполнения священных песен не для того, чтобы научиться почитанию истинного Бога, но для того, чтобы посмеяться над пленёнными (в греческом и латинском текстах псалма, впрочем, ничто не указывает на «насмешку»). Поскольку иудеям запрещено исполнять священные песни вне Храма, они отказались «петь песнь Господню на земле чужой». Десница, которая забудет того, кто подвергнет забвению Иерусалим, — это, по толкованию Афанасия Великого и блаженного Феодорита, помощь свыше от Бога; тот, кто забудет Иерусалим и, соответственно, завет между Богом и Его народом, сам будет забыт Богом.
В новозаветном контексте 136-й псалом понимается как скорбь христианина, из-за своих грехов и страстей удалённого от Бога, ставшего пленником своих страстей и пороков. В святоотеческом богословии последние стихи псалма, содержащие молитву евреев о возмездии сынам Едомовым, «дщери» вавилонской (то есть собственно Вавилону) и её младенцам (последних псалмопевец призывает «разбить о камень»), толкуются иносказательно, младенцами Вавилона являются греховные пожелания, которые должны быть безжалостно искоренены в зародыше. Буквальное истолкование этих стихов в православной традиции также встречается по святителю Иоанну Златоусту, таким образом пророк изображает страстную, недостойную христианина, мстительность пленных, будучи сам далёким от неё, а по блаж. Феодориту, стих можно понимать не как молитву, а как пророчество о завоевателях.

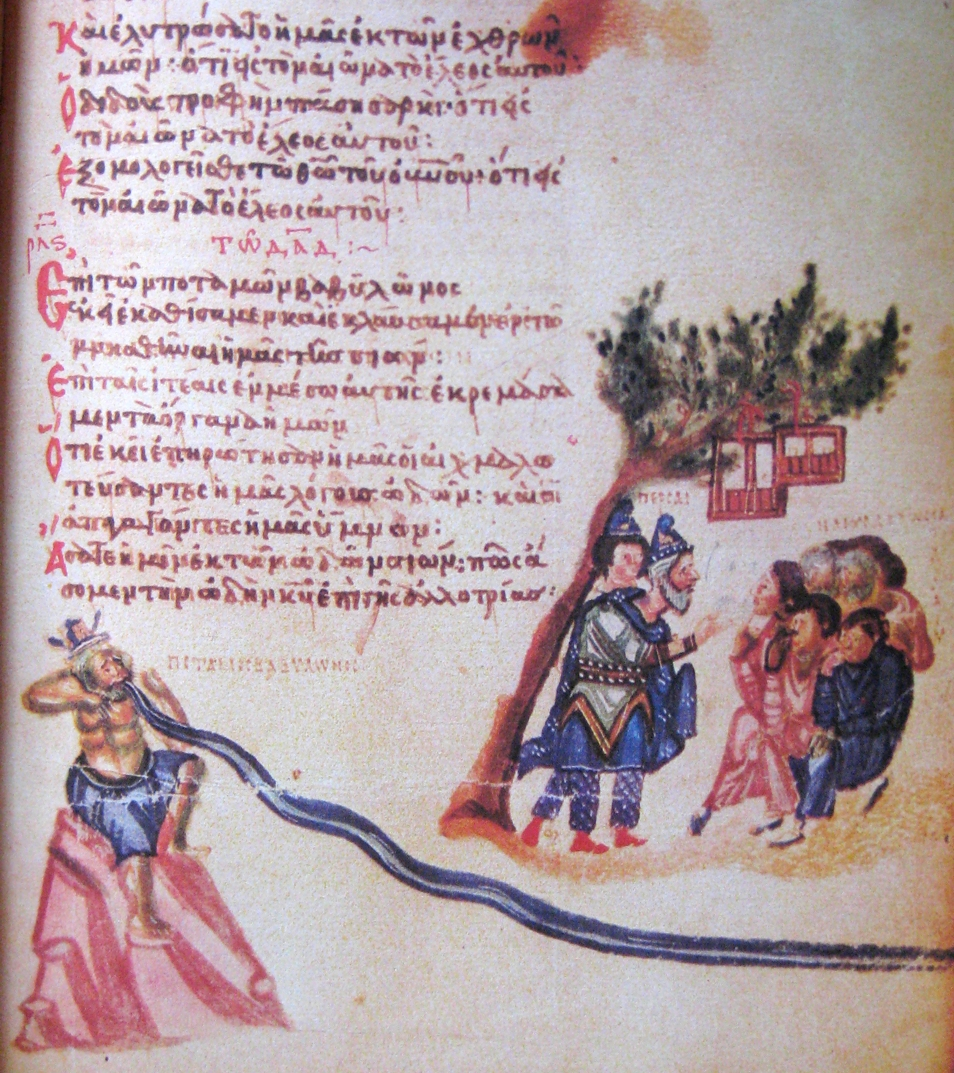
Миниатюра из Хлудовской псалтыри

### Комментарии
В Септуагинте не уточняется, какие именно инструменты развесили на ветвях прибрежных ив (ἐπὶ ταῖς ἰτέαις) пленённые еврейские музыканты. В церковнославянском переводе (и переводе П. А. Юнгерова) для оригинального τὰ ὄργανα используется морфологическая передача «орга́ны». В действительности τὰ ὄργανα означает просто «инструменты» и не имеет к (позднейшему) органу отношения. Упоминающиеся в Синодальном переводе, а также в лютеранском, англиканском и других протестантских переложениях этого псалма «арфы» (Harfen, harps, harpes и др.) не имеют отношения к современной концертной арфе. Возможно, речь идёт о струнных щипковых инструментах типа киннора или невеля. В критических переводах (по Масоре) Г. И. Крауса и М. Дахуда под «лирами» (Leiern, lyres) имеются в виду, разумеется, не античные лиры, а некие струнные щипковые инструменты (без уточнений). «Подвешивание» (или «развешивание») на деревьях культовых инструментов символизировало невозможность для иудеев пения во славу Яхве, сравнимая с «наказанием» для обитателей ада.

## Богослужебное использование
Иудаизм
В современном ортодоксальном иудаизме 136-й псалом поют по будням перед затрапезной молитвой «Биркат ха-мазон», а 125-й псалом поют только по субботам и праздникам. Также 136-й псалом обычно поют на Девятое ава, а некоторыми — в течение девяти дней, предшествующих Девятому ава, в память разрушения Храма.
136:5, 6 «если я забуду тебя, Иерусалим, забудь меня десница моя; прилипни язык мой к гортани моей, если не буду помнить тебя, если не поставлю Иерусалима во главе веселия моего» произносит жених в конце еврейской свадебной церемонии.
136:7 «припомни, Господи, сынам Едомовым день Иерусалима, когда они говорили: „разрушайте, разрушайте до основания его“», этот стих есть в повторении молитвы «Амида» на Рош ха-Шана.
Православие
136-й псалом входит в состав 19-й кафизмы и в обычное время года читается в её составе, еженедельно на утрене пятницы. В шесть недель Великого поста эта кафизма читается на утрене среды и третьем часе пятницы. Особую роль 136-й псалом приобрёл в богослужениях, готовящих верных к Великому посту. В Неделю о блудном сыне, в Неделю о Страшном суде (мясопустную) и в Прощёное воскресенье (в Неделю сыропустную) к пению псалмов 134—135 на полиелее присоединяется и 136-й псалом с «аллилу́йей кра́сной» (припев к каждому стиху).
Католицизм
По уставу святого Бенедикта, 136-й псалом пели на Vespers в среду в составе псалмов 134—137.

## 136-й псалом в культуре

### В академической музыке
Стихи 136-го псалма использовали многие композиторы, особенно в эпоху Возрождения. На стихи псалма (инципит Super flumina Babylonis) писали мотеты Костанцо Феста, Николя Гомберт, Джованни П. да Палестрина, Орландо Лассо, Филипп де Монте, Томас Луис де Виктория, Шарпантье, Марк-Антуан (H.170 и H.171), Мишель-Ришар Делаланд и др. Немецкое стихотворное переложение псалма (инципит An Wasserflüssen Babylon), выполненное ок. 1525 года Вольфгангом Дахштейном, было положено на музыку Матиасом Грейтером. Эту хоральную мелодию в XVI—XVIII веках обрабатывали профессиональные композиторы, в том числе Зет Кальвизий (1597), Генрих Шютц (неоднократно, в том числе в цикле «Псалмы Давидовы», SWV 37), Иоганн Герман Шейн (1626), Франц Тундер, Иоганн Себастьян Бах (в органной прелюдии BWV 653). Примеры воплощения псалма в романтической музыке — вокальный цикл А. Дворжака «Библейские песни» (op. 99 № 7), «Псалом 137» для сопрано, хора и оркестра Г. Гётца (1864), фортепианная парафраза «У рек Вавилонских» (op.52) Ш. В. Алькана, хор «Va, pensiero» из оперы «Набукко» Дж. Верди, мотет Габриеля Форе Super flumina для смешанного хора с оркестром (без опуса, 1863). В XX—XXI веках были написаны: композиция «На реках Вавилонских» (By the Rivers of Babylon) Гарри Парча для виолончели, голоса, кифары и хромелодеона (1931, последняя редакция — 1955); одноимённый (An den Wassern zu Babel) хор Арво Пярта (1976, 2-я ред. 1984), «Плач об Иерусалиме» (текст Пс. 136 образует в нём центральную часть) Джона Тавенера (2002) и другие сочинения.

### В литературе
- В десятой книге романа Фёдора Достоевского «Братья Карамазовы» капитан Снегирёв цитирует псалом: «— Не хочу хорошего мальчика! не хочу другого мальчика! — прошептал он диким шёпотом, скрежеща зубами, — аще забуду тебе, Иерусалиме, да прильпнет…[21]» Там же Алексей Карамазов поясняет: «Это из Библии: „Аще забуду тебе, Иерусалиме“, — то есть если забуду всё, что есть самого у меня драгоценного, если променяю на что, то да поразит…».
- На псалме основана редондилья Луиша де Камоэнса Sôbolos rios que vão.
- В главе 53-й романа Жорж Санд «Лелия» главная героиня после своего монашеского пострижения поёт этот псалом вместо положенной по чину первой молитвы монахини.
- Название романа Уильяма Фолкнера «Если я забуду тебя, Иерусалим» (1939).
- У реки Рио-Пьедра села я и заплакала… — роман Паоло Коэльо (1994).
- Принц Корвин в романе Роджера Желязны «Ружья Авалона» цитирует балладу, текст которой — смесь немного видоизменённого 136-го псалма и известной детской песенки о Лондоне: «Давным-давно читал мне стихи один странствующий бард, и я их запомнил: „На берегу реки благословенной сидели мы, и, вспомнив Авалон, заплакали. В руках остались сломанные шпаги, щиты развесили мы на деревьях. Разрушены серебряные башни, утоплены в потоках крови. Так сколько миль до Авалона? И все, и ни одной. Разрушены серебряные башни.“»

### В эстрадной музыке
- Rivers of Babylon — песня ямайской группы The Melodians (1970) и её обработка группой Boney M (1978), благодаря которой песня получила широкую известность.
- The Road to Babylon — песня группы Manfred Mann’s Earth Band (1976) с альбома The Roaring Silence.
- Babylon — песня Дона Маклина на текст первой строфы псалма, исполняемая в стиле канон в сопровождении банджо.
- В различных вариантах песню исполняли Олег Погудин, Елена Камбурова, иеромонах Роман и Юлий Ким.

### В кино
- Служит эпиграфом к фильму «Чистилище» (1997).
- «По рекам вавилонским» — рабочее название фильма российского исторического художественного фильма «Поп» режиссёра Владимира Хотиненко (2010). Колокольным перезвоном «По рекам вавилонским» заканчивается этот фильм, перебивая Rivers of Babylon группы Boney M.